# 拉菲爾·雲達華治
拉菲爾·費迪南·雲達華治（荷蘭語：Rafael Ferdinand van der Vaart，1983年2月11日—）是一位荷蘭足球員，司職進攻中場。現已退役。2019年，范德法特開始了他的飛鏢職業生涯，加入了英國飛鏢組織。

## 效力球會
阿積士
雲達華治在十歲時已參加荷蘭勁旅阿積士的選拔，以其出眾的才華獲阿積士取錄。1999-00年球季，雲達華治首次亮相荷甲。該場賽事阿積士以1-1戰平丹保殊，當時雲達華治僅17歲。翌季(2000-01年球季)，雲達華治取得主力位置，以其場上創造力和組織能力，獲得一席攻擊中場正選。該年雲達華治當選為球會最佳球員，同時也當選為意大利雜誌Calcio Manager的「歐洲最有潛質球員」獎。
2001-02年球季，雲達華治依然保持表現，可是遭到嚴重膝傷，需動手術根除。手術後復出，雲達華治卻在2002年4月2日再遭到膝傷，需去除整個半月板。儘管如此，他還是取得高入球率，整季為14球。新球季雲達華治仍受傷患影響，只踢了21場聯賽，但已入18球，證明自己是球隊的攻擊重心。
2003年夏天，阿積士主教練朗奴高文任命雲達華治為隊長。在2004年8月18日瑞典國家隊對荷蘭的友誼賽中，雲達華治受到同效力的阿積士隊友伊巴謙莫域所傷，兩人之間出現矛盾，也促使球會短短一個月內把伊巴謙莫域出售給意大利勁旅祖雲達斯。然而，朗奴高文一時間未能找到合適前鋒作替補，只可把雲達華治移前至前鋒位置。不過雲達華治表現卻令人失望，朗奴高文乃取消其隊長一職。他的表現引起媒體的負面報導，批評他體重過重，又花費太多時間在他的未婚妻Sylvie Meis。其後朗奴高文辭任阿積士教練，白蘭特接手。白蘭特上任指雲達華治已經不在他的計劃之下，並且掛牌求售。雲達華治宣布他不會留在阿積士，並在下一個球季離隊他投。
2005年6月，阿積士宣布雲達華治以800萬歐羅轉投德甲球會漢堡。
漢堡
是次轉會令外界甚感意外，蓋因雲達華治一直備受看好，更有名宿指這樣會妨礙雲達華治的事業。然而在這賽季，雲達華治成為漢堡的首席射手，獲得一致好評。而一直是弱旅的漢堡，更因雲達華治而踢出令人喜出望外的成績──以第三名完成德甲聯賽，出席來季歐聯。
2006年，雲達華治被任命為隊長，可是他又受傷患困擾，使漢堡表現一落千丈，聯賽更一度徘徊在積分榜降班區，在歇冬前更只贏一場。至於歐聯分組賽，雲達華治於三場比賽攻入三球，然而漢堡只能在四隊中敬陪末席。在下半季雲達華治帶領球隊重上正軌，擊敗拜仁慕尼黑、雲達不來梅、史浩克04，漸走出降級區，取得第七名，取得下季歐洲賽一席位。
及後多家頂級球會斟介雲達華治，其中2007-08年球季前更幾乎與西甲爭標分子華倫西亞達成轉會協議。他聲稱繼續留在漢堡是一件痛苦的事。但及後他改變立場，同意留在漢堡至賽季結束，但同時他已決定不延長合約。賽季結束後傳出車路士欲斟介雲達華治，理由是陣中主力林柏特續約存在變數。最後因為林柏特續約成功，雲達華治決定放棄車路士，改為加盟皇馬。
皇家馬德里
2008年8月4日晚間6點，范德法特在個人網站上宣布加盟皇馬，並放棄轉投車路士。但在這個賽季他得不到當時的領隊桑迪·拉莫斯重用，一度傳出曾與一些英超球會聯絡。
在新會長佩雷斯打造的新銀河艦隊，新領隊柏歷堅尼告知他將不會是計畫的一部分，23號球衣更一度被格尼路穿著。2009年夏季轉會期接近尾聲時，雲達華治最終與皇馬達成了協議繼續留隊穿著23號球衣，格尼路穿著24號。而他的荷蘭同胞和則已經離開了球隊。
轉會市場末期，大部分媒體均表示雲達華治將以700萬英鎊轉投英超球會阿仙奴，但最終雲達華治留在皇家馬德里，而阿仙奴亦沒有再增添球員。
熱刺
儘管雲達華治在2009/10賽季為皇家馬德里上陣偶有佳作，多次在關鍵時刻入球建功，使球隊在聯賽榜能夠追緊宿敵巴塞隆納，但他的身份始終只徘徊在正選與後備之間。隨著新任領隊摩連奴在夏季轉會期間買入多達五名中場球員，更令雲達華治在隊內失去一席之地。德甲班霸拜仁慕尼黑曾經就此開出1,800萬歐羅價格卻羅致雲達華治，但被球員本人拒絕。2010年8月31日，英超球會熱刺在轉會限期完結當日接洽雲達華治，雙方談判順利，很快便就薪酬條件達成共識，雖然過程一度因為皇家馬德里方面的電腦伺服器故障而受阻，但最後無礙趕及英超賽會的官方註冊。
2010年9月1日轉會正式生效，轉會金額為1,100萬歐元，雙方簽約四年，而球員週薪為44,000英鎊。雲達華治表示希望轉會後能獲得更多的出場機會，並對在歐聯分組賽未能挑戰母會阿積士稍感失望，不過仍然渴望挑戰另一荷蘭球隊川迪時可以披甲上陣。雲達華治獲發11號球衣，於2012/13賽季改穿10號球衣。
漢堡
2012年夏季轉會窗結束前回到他的成名球會漢堡，披上23號球衣作賽。
皇家貝迪斯
2015年6月，范德法特以自由球员的身份加盟西甲皇家貝迪斯，双方签约3年。

## 國家隊生涯
2001年10月6日，雲達華治以18歲之齡首次代表荷蘭國家隊上陣。雖然荷蘭最終未能打入 2002 年世界盃決賽周，但他在其後成功入選參加2004年歐洲國家盃和2006年世界盃決賽周。可是，首次在大賽中上陣的雲達華治並不突出，而且在當時的國家隊領隊艾禾卡特的戰術改變也限制了雲達華治的發揮空間。荷蘭雖然在2004年歐洲國家盃打入最後四強，然而他的正選位置已被另一新星洛賓所取代。到了 2005 - 06 年的賽季，雲達華治在德甲的精彩演出，令主教練雲巴士頓對他寄予厚望，在 2006 年世界盃決賽周名單當中，更給予雲達華治穿上10號球衣。不過，雲達華治在大賽前夕仍受傷病困擾，結果他沒有在塞爾維亞和黑山的首場中上陣，荷蘭亦只能一球小勝對手。儘管如此，雲達華治仍繼續入選國家隊，而且在 2008 年歐洲國家盃外圍賽和友誼賽中的表現不俗。2010年南非世界盃為國家隊奪得亞軍。

## 荣誉

### 球會
阿積士
- 荷蘭甲組足球聯賽 冠軍：2001/02年、2003/04年
- 荷蘭盃 冠軍：2001/02年
- 告魯夫盾 冠軍：2002年

漢堡
- 歐洲足協圖圖盃 冠軍：2005年

皇家馬德里
- 西班牙超級盃 冠軍：2008年

### 國家隊
荷蘭
- 世界盃亞軍：2010年

### 個人
- 欧洲金童奖：2003年

## 外部連結
- 拉菲爾·雲達華治 – FIFA國際賽競賽紀錄 (存檔)
- 足球数据库：拉菲爾·雲達華治的球员统计数据